# موتیف ساختاری
در پلیمرهای زیستی مانند پروتئین یا اسید نوکلئیک، موتیف ساختاری یک فوق ساختار دوم است که در بسیاری از مولکول‌های دیگر نیز دیده می‌شود. از آنجایی که این موتیف‌ها در پروتئین‌ها و آنزیم‌هایی که عملکرد یکسان ندارند ظاهر می‌شوند، نمی‌توان با استفاده از موتیف‌ها عملکردهای زیستی را پیشگویی کرد.
به دلیل اینکه رابطهٔ مستقیمی بین ساختار اول و ساختار سوم پلیمرهای زیستی وجود ندارد، ممکن است دو پلیمر دارای موتیف ساختاری یکسان باشند در حالی که ساختار اولشان متفاوت است. به بیان دیگر نباید موتیف ساختاری را با موتیف رشته‌ای اشتباه گرفت. همچنین وجود موتیف‌های رشته‌ای لزوماً بر ساختار متفاوت دلالت نمی‌کند. به‌طور مثال در اکثر موتیف‌های دی ان ای، فرض می‌شود که مولکول دی ان ای آن رشته از ساختار معمول دو رشته‌ای که برای دی ان ای‌ها در نظر گرفته شده، خارج نمی‌شود.

## موتیف‌های ساختاری در پروتئین‌ها
در پروتئین‌ها، موتیف‌های ساختاری معمولاً شامل چند عنصر می‌شوند؛ به‌طور مثال «مارپیج به مارپیچ» فقط سه عنصر دارد. توجه داشته باشید که هنگامی که رشته‌های فضایی همهٔ عناصر در همهٔ نمونه‌های موتیف یکسان است، آن‌ها ممکن است در هر ترتیبی از ژن مربوطه کد شده باشند. موتیف‌های ساختاری پروتئینی معمولاً شامل حلقه‌هایی با ساختار نامعلوم و طول متغیر می‌شوند. همچنین توجه داشته باشید به دلیل رابطهٔ پیچیدهٔ بین ساختار اول و سوم و همچنین متفاوت بودن سایز عنصرها در دو پروتئین، می‌توان نتیجه گرفت که حتی وقتی که دو ژن عناصر ساختار دوم موتیف را در ترتیب یکسان کد می‌کنند، ممکن است به رشته‌های متفاوت اسید آمینه منجر شود.

## مثال‌هایی از انواع موتیف در پروتئین‌ها
- سنجاق سری بتا

موتیف کلید یونانی

تا حد زیادی شناخته شده‌است. دو رشتهٔ غیرموازی بتا که با حلقهٔ کوچکی از اسید آمینه‌های بینشان به هم وصل شده‌اند.
- کلید یونانی

چهار رشتهٔ بتا که به شکل ساندویچی تا خورده‌اند.
- حلقه ی امگا

یک حلقه که قسمت‌های باقیمانده‌ای که ابتدا و انتهای حلقه را می‌سازند بسیار به هم نزدیکند.
- مارپیچ-حلقه-مارپیچ

از یک مارپیچ آلفا تشکیل شده که توسط رشتهٔ ممتدی از آمینو اسیدها محدود شده‌است. این موتیف در فاکتورهای رونویسی دیده می‌شود.
- مارپیچ-پیچ-مارپیچ

این موتیف هم از دو مارپیچ آلفا تشکیل شده که توسط رشتهٔ کوتاهی از اسیدهای آمینه به هم متصل شده‌اند.